# 五合乡 (简阳市)
五合乡，是中华人民共和国四川省资阳市简阳市曾经下辖的一个乡。2019年12月，撤销金马镇、五合乡，将原金马镇和原五合乡所属行政区域划归云龙镇管辖。

## 行政区划
五合乡撤销前下辖以下地区：
红旗村、护民村、简乐村、乐安村、龙潭村、青锋村、三包村、施家村、石佛村、时新村、天泉村、伍家村和新乐村。